# NLRP12
NLRP12 (англ. NLR family, pyrin domain containing 12) — цитозольный белок, Nod-подобный рецептор семейства NALP, продукт гена NLRP12, участвует в регуляции воспаления. Клонирован в 2001 году.

## Функции
Является отрицательным регулятором воспаления. Играет роль в активации каспазы-1, влияя через ASC, ингибирует активацию фактора транскрипции NF-κB, индуцируемую TNF, Толл-подобными рецепторами и др. агентами. Белок важен в хемокин-опосредованной миграции дендритных клеток и нейтрофилов в лимфатические узлы.

## Структура
Зрелый белок состоит из 1061 аминокислоты, молекулярная масса — 120,2 кДа.  Молекула включает домены DAPIN и NACHT, 8 LRR (лейцин-обогащённых)-повторов и участок связывания АТФ. 
Связывается с ASC посредством своего домена DAPIN.
В результате альтернативного сплайсинга образуются 6 изоформ белка.

## Тканевая специфичность
Экспрессирован в лейкоцитах периферической крови, в основном в эозинофилах и гранулоцитах, в меньшей степени — в моноцитах.

## В патологии
Нарушения гена NLRP12 приводят к наследственному холодовому аутовоспалительному синдрому 2-го типа. Заболевание проявляется в приступах покраснения, болей в суставах, лихорадки и конъюнктивита как реакции на холод.